# Cesário Augusto de Almeida Viana
Cesário Augusto de Almeida Viana war ein portugiesischer Offizier.
Von 1929 bis 1930 war Viana Gouverneur von Portugiesisch-Timor. Im Gegensatz zu seinem Vorgänger Teófilo Duarte ließ er aus Portugal Deportierte nicht mehr als Siedler in der Kolonie leben. Sein Nachfolger António Baptista Justo internierte sie sogar in Gefangenenlager.

## Auszeichnungen
Viana wurde am 28. Juni 1919 der Ritterorden von Avis in der Kommandeursklasse verliehen. Am 28. März 1928 wurde er mit dem Orden in der Großoffizier-Klasse ausgezeichnet.